# Samosata
Samosata, dagens Samsat i den turkiska provinsen Adıyaman, var en befäst stad vid Eufrat och säte för kungarna av Kommagene. Staden intogs av romarna år 72, av Sapor I år 256 och slutligen av araberna år 637. Samosata var troligtvis författaren Lukianos hemstad.